# Preslav
Preslav, ou Véliki Preslav (« Preslav la Grande ») (en bulgare: Преслав et Велики Преслав) est une cité médiévale de Bulgarie qui fut la seconde capitale du Premier Empire Bulgare (après Pliska) de 893 à 971. Sous le Second Empire Bulgare (1185-1393), si elle fut remplacée comme capitale par Veliko Tarnovo, elle n'en resta pas moins une ville importante. Ses ruines sont situées à 20 km au sud-ouest de la ville de Shoumen et constituent actuellement une Réserve Archéologique Nationale.
Un village situé à environ deux kilomètres au nord de l'ancien site a repris le nom de Preslav en 1878 et est devenu administrativement une ville en 1883. En décembre 2009, sa population était de 8 951 habitants.

## Histoire

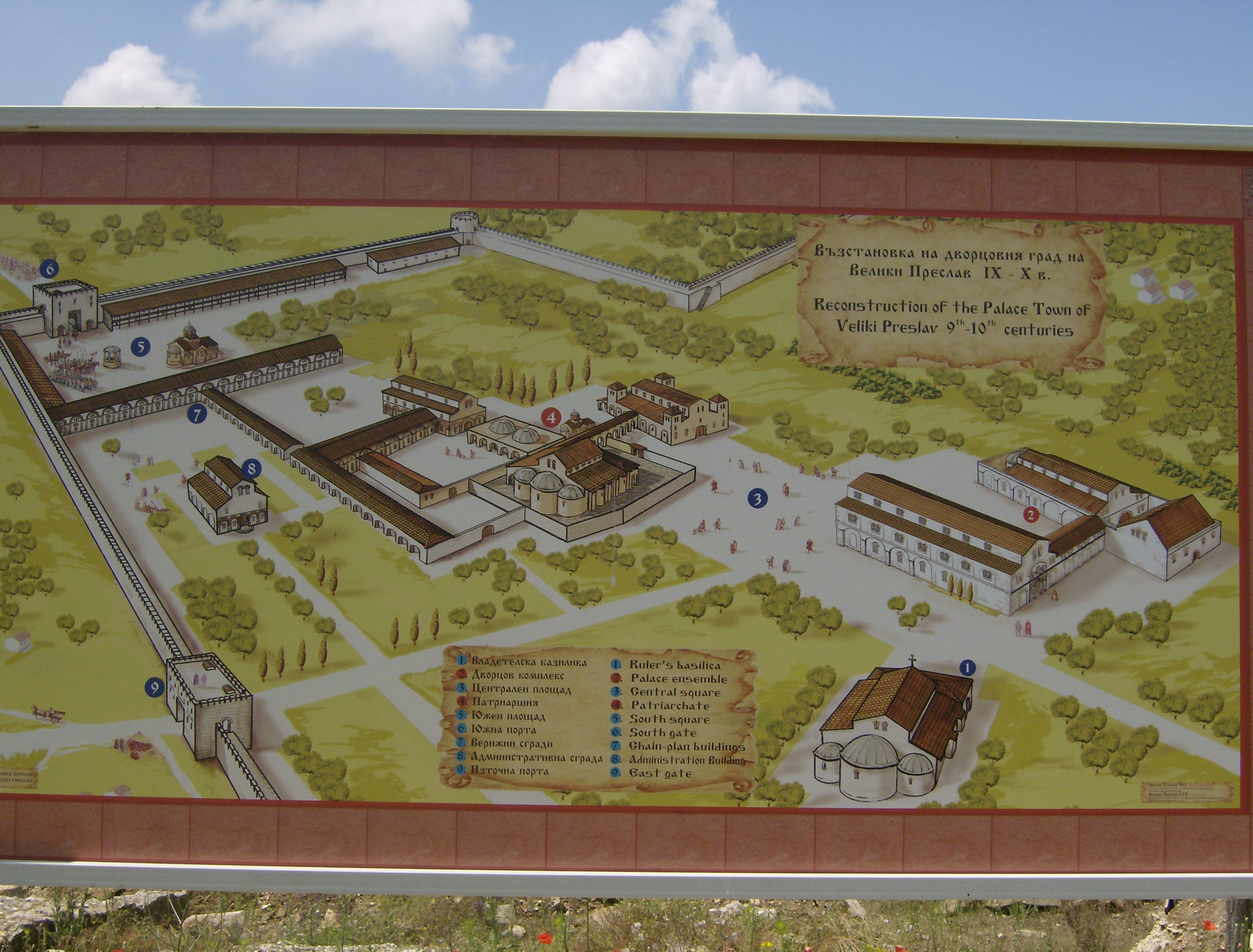
Principaux bâtiments de l'enceinte palatiale au Xe siècle

La ville, d'abord forteresse stratégique, siège d'un important dignitaire de l'Empire bulgare appelé Icergü Boila, remplaça Pliska comme capitale à l'avènement de Siméon Ier en 893, en relation avec le passage de la classe dirigeante du pays, les boyards proto-Bulgares, du tengrisme au christianisme. Dans les décennies suivantes et jusqu'à sa prise par l'empereur byzantin Jean Tzmiscès en 971, Preslav fut une riche capitale et un brillant centre culturel où s'élabora une nouvelle civilisation bulgare, chrétienne et à dominante slave. Au sein du christianisme, du côté orthodoxe Preslav abrita de savants clercs comme Constantin de Preslav et Jean l'Exarque, successeurs de Cyrille et Méthode, qui traduisirent en vieux slave beaucoup d'ouvrages de la littérature religieuse et historique byzantine ; du côté hétérodoxe, des moines des environs furent à l'origine du mouvement bogomile, d'inspiration paulicienne. Du point de vue théologique, littéraire et artistique, l'« École de Preslav » et l'« École d'Ohrid » se partagèrent les Balkans de l'époque. Dans les siècles suivants, cette activité culturelle eut un rôle fondateur pour toute l'Europe orientale sous influence byzantine : Serbie, Valachie, Moldavie, Galicie, Podolie, Volhynie, Polésie et toutes les principautés russes.
Léonce de Bulgarie, originaire de Preslav, est le premier patriarche de l'Église orthodoxe de Bulgarie, de 918 à 928, qui devient alors autocéphale. Cette Église dont l'autorité canonique s'étendait sur les actuelles Macédoine, Bulgarie, Roumanie et Moldavie, et dont le siège était à Preslav, a légué à ces pays leur alphabet cyrillique.

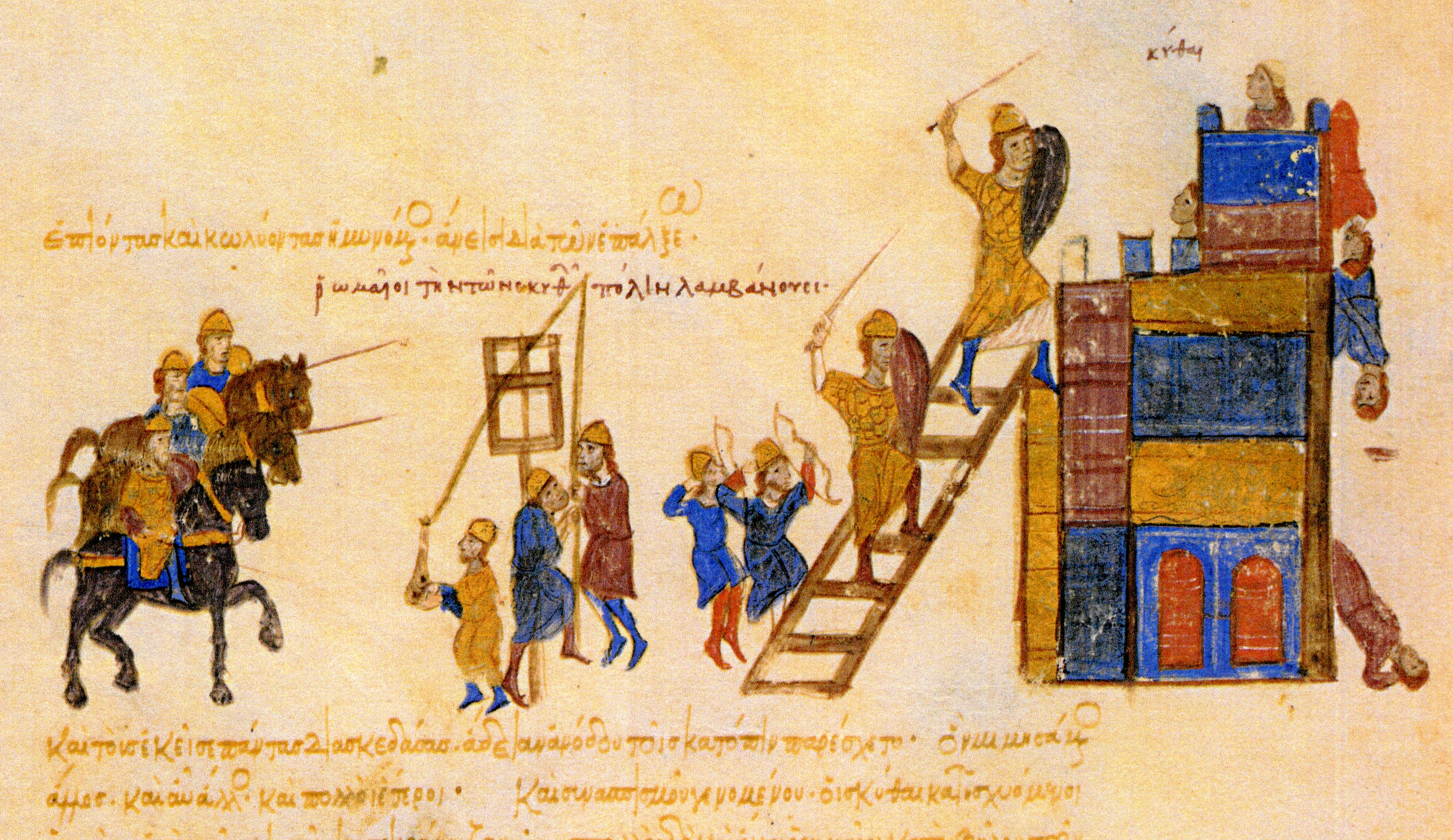
Prise de Preslav par les Byzantins (Histoire de Jean Skylitzès)

Lors de la reconquête byzantine, Jean Tzimiscès rebaptisa Preslav Iôannoupolis. Les Byzantins en furent à nouveau chassés par Sviatoslav Ier, grand-duc de la Rus' de Kiev de 986 à l'an 1000 environ, mais ensuite la ville resta byzantine jusqu'en 1185. À la fin du Second Empire Bulgare, Preslav, qui avait déjà décliné en raison de ces conflits, fut prise par les Ottomans en 1388 et resta ensuite en ruines.
Bijoux byzantins du trésor de Preslav exposés au musée archéologique de Véliki Preslav :

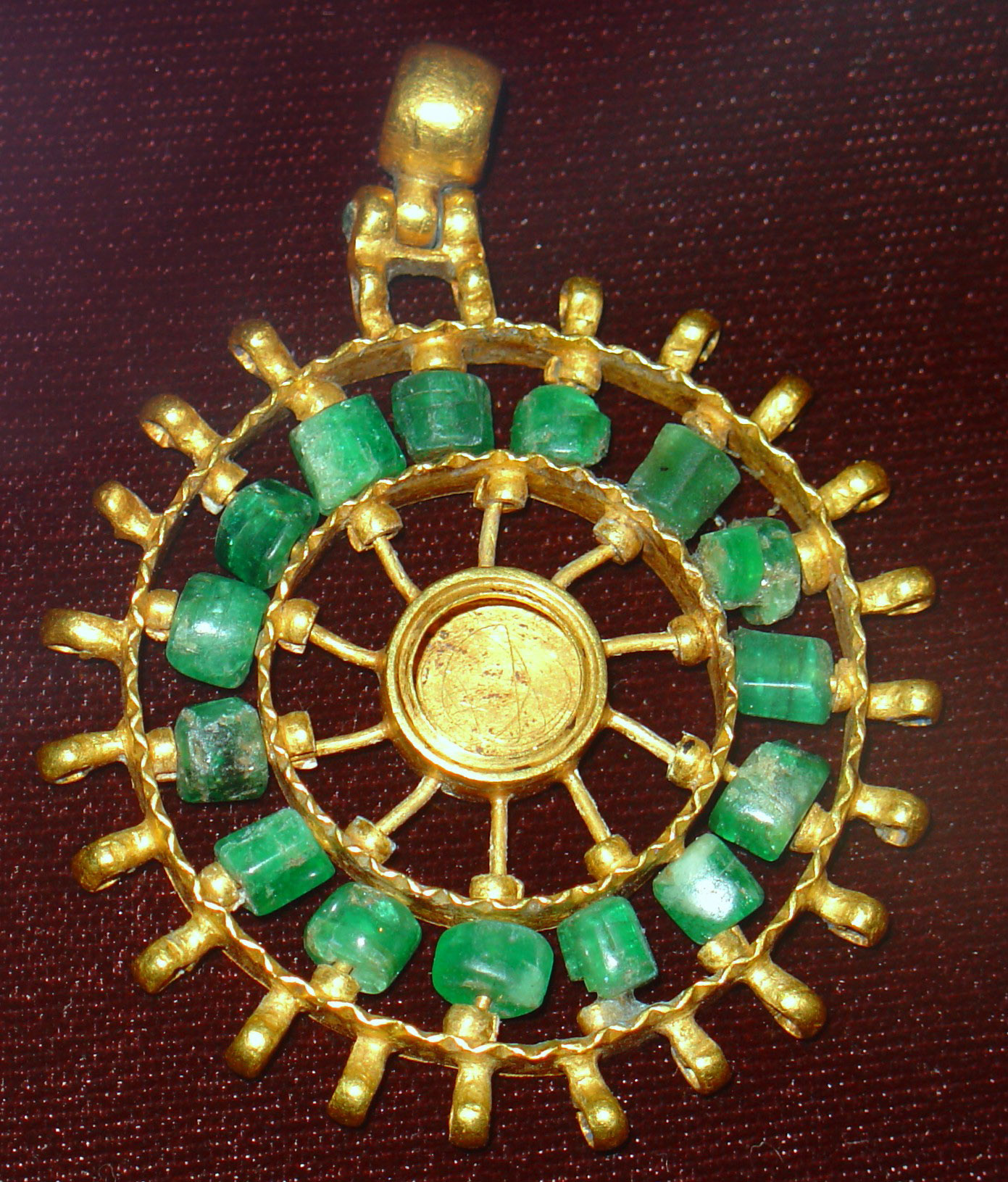
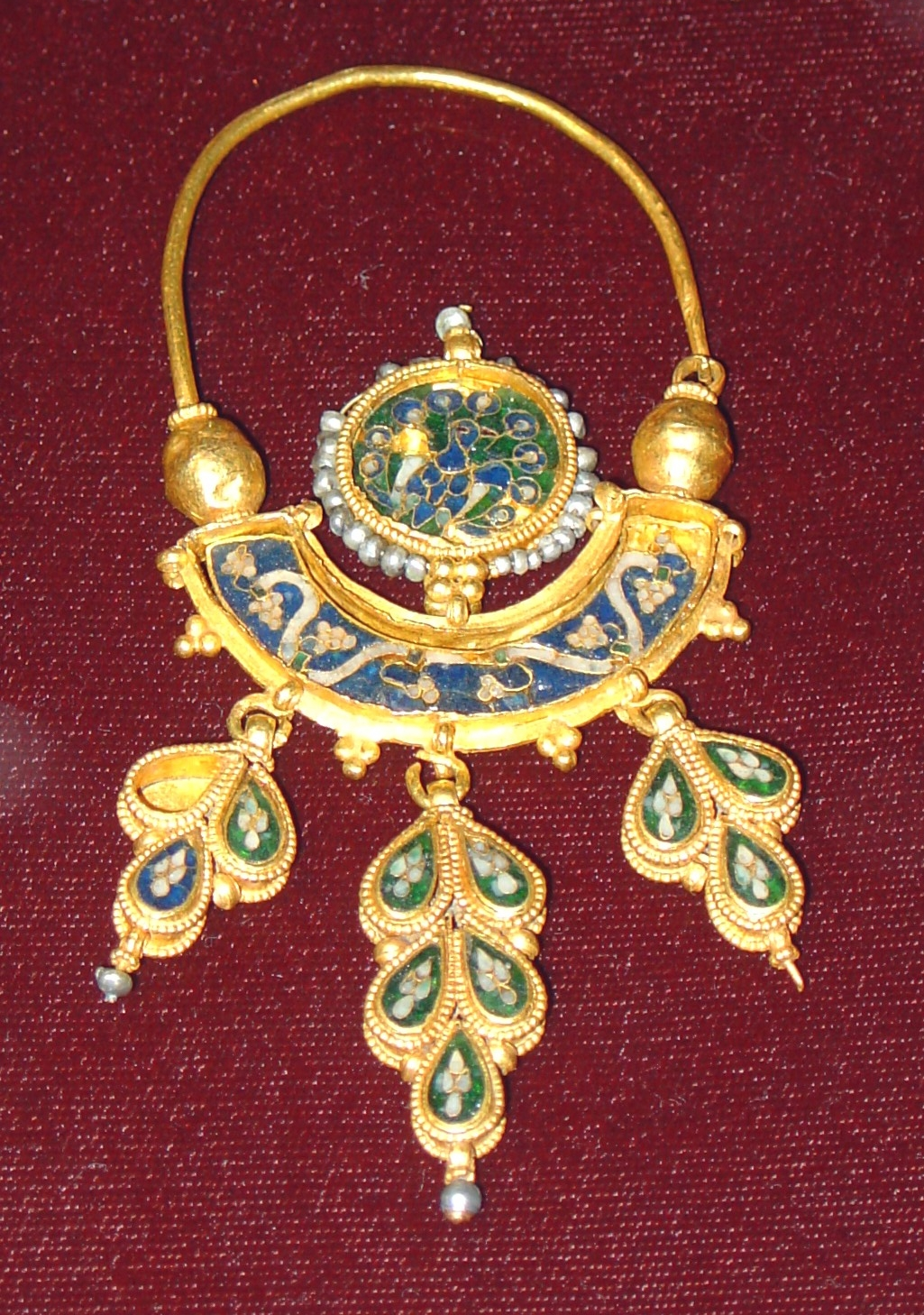

## Bâtiments

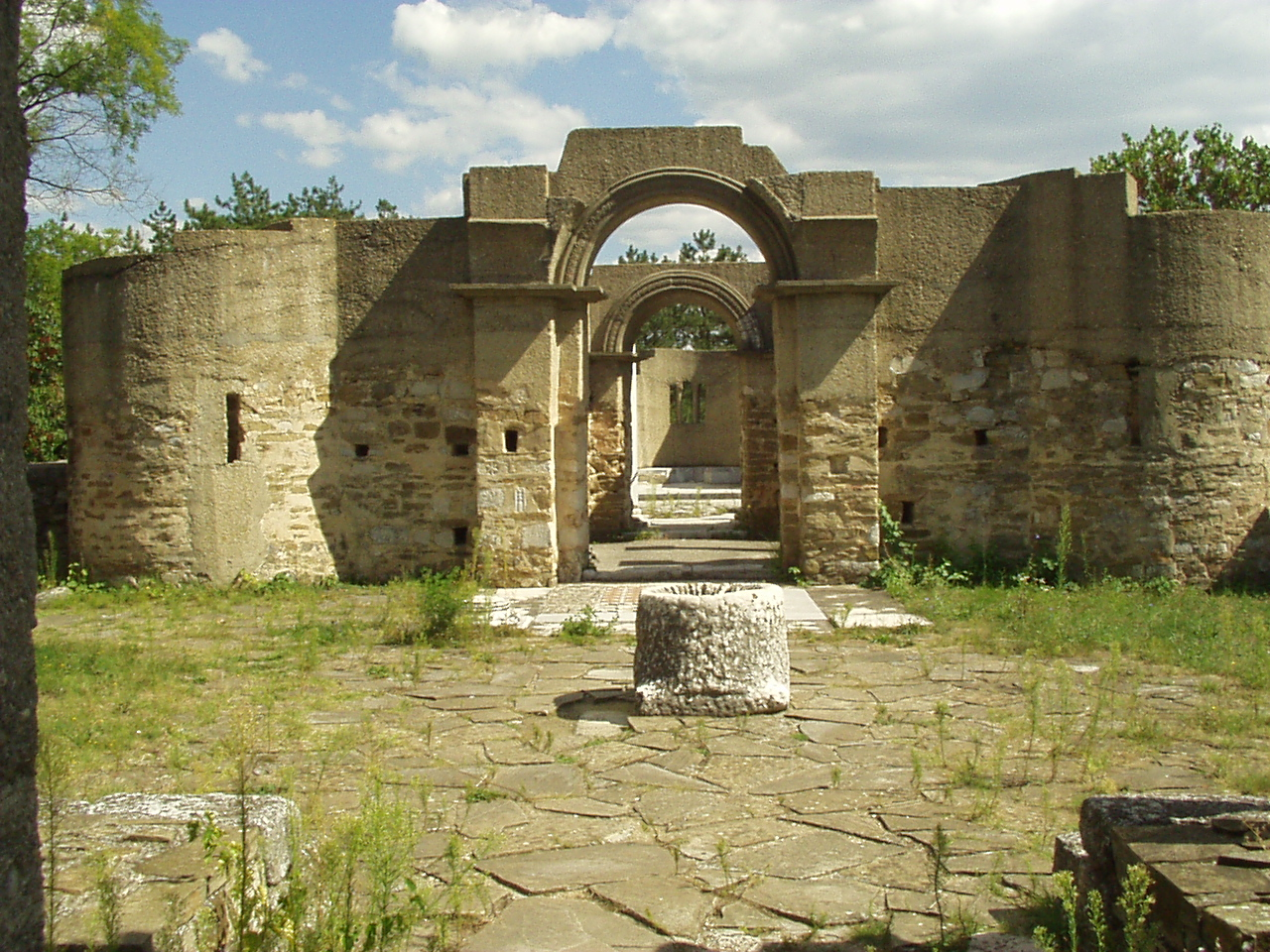
Ruines de l'église ronde

Par ordre du prince Boris, l’élite des boyards proto-Bulgares adopta définitivement en 865 le christianisme oriental, déjà religion de ses sujets grecs, slaves et valaques. L’assimilation mutuelle de ces quatre composantes sous l’égide de l’influence byzantine et de la langue slave fut à la base de l’ethnogenèse du peuple bulgare. Les temples tengristes furent démolis et sur leurs emplacements furent élevées des églises chrétiennes. Preslav, la seconde capitale du royaume bulgare, devint ainsi, selon la volonté de Boris, le centre spirituel de la nouvelle religion et le foyer culturel de la nouvelle nation. C’est là que fut élevée une célèbre église à plan centré, l’Église Ronde.
Les deux monastères principaux autour de la ville était celui de Tuzlaka et celui de Patlejna (Saint-Pantéleimon), où Boris Ier, après avoir abdiqué, mourut moine le 2 mai 907.

## Personnes connues nées à Preslav
- Angel Metodiev, peintre et sculpteur sur bois